# Bambusa glabrovagina
Bambusa glabrovagina là một loài thực vật có hoa trong họ Hòa thảo. Loài này được G.A.Fu mô tả khoa học đầu tiên năm 1982.